# اولاخان-سیس
اولاخان-سیس (روسی: Улахан-Сис) یک کوه در استان یاقوتستان کشور روسیه است.